# IK Sturehov
IK Sturehov är en svensk idrottsklubb, bildad 1935 som håller till på Sörbyvallen i området Sörbyängen i Örebro. I klubben finns flera fotbollslag, bordtennislag och några innebandylag. Tidigare har det även funnits ishockeylag och bandylag i klubben. IK Sturehov kallas i folkmun för "Hovet". Hovet har en röd och blå matchdräkt med rödblå tröjor och blå shorts.

## Fotboll
IK Sturehovs A-lag i fotboll för herrar finns i dag i Division 4. Damlaget spelar i Division 2.
Både dam och herr har utvecklingslag (u-lag) i stället för B-lag. I utvecklingslaget finns spelare från de äldsta ungdomslagen med. Från u-laget plockas spelare till klubbens A-lag. Det gör att man som ungdomsspelare kan få nya utmaningar relativt tidigt.
IK Sturehovs upptagningsområde för ungdomar är Sörbyängen, Tybble, Almby, Skebäck och delar av Sörby. Klubblokalen finns sedan 1981 vid Sörby gård. Anläggningen heter Sörbyvallen och består av en helt ny konstgräsplan och flera naturgräsplaner i olika storlekar (t.o.m. en niomannaplan). Klubben har även tillgång till en grusplan för träning och matcher på vårvintern.

## Spelare

### Spelartruppen 2018
| Nummer      | Land      | Spelare          | Födelsedatum | Kom från        | Moderklubb     |           |
| Målvakter   | Målvakter | Målvakter        | Målvakter    | Målvakter       | Målvakter      | Målvakter |
| ----------- | --------- | ---------------- | ------------ | --------------- | -------------- | --------- |
| 30          | Sverige   | John Lennartsson | 1998 (19 år) | Okänt           | Okänt          |           |
| 36          | Sverige   | Kamil Gomri      | 1998 (19 år) | Okänt           | Okänt          |           |
| 42          | Sverige   | Ludwig Hellström | 2000 (17 år) | Okänt           | Okänt          |           |
| Försvarare  |           |                  |              |                 |                |           |
| 2           | Sverige   | Emil Engström    | 1999 (18 år) | IK Sturehov (U) | Östra Almby FK |           |
| 3           | Sverige   | Oskar Öhberg     | 1993 (24 år) | Okänt           | Okänt          |           |
| 4           | Sverige   | Marcus Jernberg  | 1999 (19 år) | IK Sturehov (U) | IK Sturehov    |           |
| 6           | Sverige   | Alfred Parszyk   | 1995 (22 år) | Okänt           | Okänt          |           |
| Mittfältare |           |                  |              |                 |                |           |
| 7           | Sverige   | Vide Törner      | 1999 (18 år) | Örebro SK       | IK Sturehov    |           |
| Anfallare   |           |                  |              |                 |                |           |
| 15          | Sverige   | Max Häll         | 2000 (17 år) | Örebro SK       | Okänt          |           |

### Kända spelare genom tiderna
- Emra Tahirovic
- Jon Lundblad
- Martin Bengtsson
- Mats Rubarth
- Arvid Brorsson